# Paul Degouy
 (mars 2018).
Si vous disposez d'ouvrages ou d'articles de référence ou si vous connaissez des sites web de qualité traitant du thème abordé ici, merci de compléter l'article en donnant les références utiles à sa vérifiabilité et en les liant à la section « Notes et références ».
Paul Mathieu Degouy, né le 27 mai 1856 à Toulouse (Haute-Garonne) et mort le 30 juin 1929 dans le septième arrondissement de Paris, est un journaliste et militant politique français.

## Biographie
Ancien contrôleur des contributions directes, Paul Degouy entra dans le journalisme en 1882 en qualité de rédacteur de La Justice, le quotidien de Georges Clemenceau.
Membre influent du parti radical, Paul Degouy fut candidat de la liste radicale-socialiste du quatrième arrondissement de Paris au moment des élections législatives de juin 1896 ; sur les conseils de Clemenceau, il se désista au second tour, favorisant ainsi la victoire du socialiste Gabriel Deville. Ce retrait brutal fut sévèrement apprécié, au point d’obliger Clemenceau à répondre aux critiques dans la presse.
Après de très nombreuses années passées à La Justice, Paul Degouy entra au Petit Journal, tout en collaborant à de nombreux quotidiens de province, en particulier L’Éclaireur de l’Est, dont il était le directeur politique, et Le Petit Troyen. Très investi dans le monde de la presse, il fut également vice-président honoraire de la Maison des journalistes, dont il avait été un des fondateurs en mars 1918.
Spécialisé dans les questions fiscales et financières, Paul Degouy a été plusieurs fois membre de commissions extraparlementaires au Ministère des Finances. On lui doit également plusieurs études d'économie politique, en particulier sur l'augmentation du coût de la vie après guerre.
Paul Degouy était le frère du contre-amiral Robert Degouy (1852-1942).

## Décorations
Chevalier (1898) puis officier (1925) de la Légion d’honneur.